# Ляйнбург
Ляйнбург (нім. Leinburg) — громада в Німеччині, розташована в землі Баварія. Підпорядковується адміністративному округу Середня Франконія. Входить до складу району Нюрнбергер-Ланд.
Площа — 29,42 км2. Населення становить 6725 ос. (станом на 31 грудня 2020).